# Microrregión de Campos do Jordão
La microrregión de Campos do Jordão es una de las  microrregiones del estado brasileño de São Paulo perteneciente a la Mesorregión del Valle del Paraíba Paulista. Su población fue estimada en 2006 por el IBGE en 71.930 habitantes y está dividida en cuatro municipios. Posee un área total de 1.007,338 km² y compuesto por los municipios paulistas con topografía predominantemente localizada en la Sierra de la Mantiqueira.

## Municipios
- Campos do Jordão
- Monteiro Lobato
- Santo Antônio do Pinhal
- São Bento do Sapucaí

- Datos: Q1878772